# 安特衛普省
安特衛普省（荷蘭語：Antwerpen，荷蘭語發音：[ˈɑntʋɛrpə(n)] ⓘ，法語發音：[ɑ̃vɛʁs] ⓘ，德語發音：[antˈvɛʁpn̩]），比利時弗拉芒大區最北端省份，省会安特衛普，境內坐擁歐洲第二大港口安特衛普港。安特衛普省面積2,867 km2（1,107 sq mi），人口1,857,986（2019年），是比利時人口最多的省份；通行荷蘭語，是弗拉芒社群的一部分。

## 地理
安特衛普省全省位於弗拉芒大区內，自北方順時針起，依序與荷蘭北布拉班特省及比利時林堡、弗拉芒布拉班特、东佛兰德三省接壤。安特衛普省的東部構成了肯彭地区的核心部分。省东北部市镇巴勒海托赫有数片飞地，其市區大部分落在荷蘭北布拉班特省巴勒拿骚境內。

## 政治
安特衛普省設有一個省議會，首長為省长，每六年選舉一次。現任省长為卡蒂·贝尔克斯，她于2008年由弗拉芒政府派任至今。
最近一次地方選舉於2018年10月14日舉行。安特衛普省共有36個席位，各政黨之當選席位如下：
- 新弗拉芒人联盟 (N-VA): 14席位
- 基督教民主和弗拉芒 (CD&V): 6席位
- 弗拉芒利益 (Vlaams Belang): 6席位
- 綠黨 (Groen): 5席位
- 开放弗拉芒自由民主党 (Open Vld): 2席位
- 前进 (Vooruit): 2席位
- 比利时工人党 (PVDA+): 1席位

## 行政區劃
安特衛普省下分三个区：安特衛普區、梅赫倫區和蒂倫豪特區，共辖有69个市镇。

## 文化
安特衛普省官方標準語言是荷蘭語。當地方言是布拉班特方言的變體，與荷蘭北布拉班特省、比利時弗拉芒布拉班特省和布鲁塞尔首都大区相同。